# Mapulaca
Mapulaca es un municipio del departamento de Lempira en la República de Honduras.

## Límites
| Orientación | Límite                           |
| ----------- | -------------------------------- |
| Norte       | Municipio de Gualcince, Lempira  |
| Sur         | República de El Salvador         |
| Este        | Municipio de Candelaria, Lempira |
| Este        | Municipio de Virginia, Lempira   |
| Oeste       | Municipio de La Virtud, Lempira  |

Extensión territorial: 32.49 km².

## Geografía
Siendo el municipio menos extenso del departamento de Lempira, está ubicado a aproximadamente 300 m s. n. m., después de haber descendido toda la Montaña el Congolón. La cabecera tiene a su alrededor muchos bosques secos subtropicales y algunas colinas relativamente grandes. Por lo general todo el municipio presenta las mismas características. Cuenta también con bastantes planicies que son aptas para cultivos, y más recientemente se utilizan para el crecimiento poblacional.

## Historia

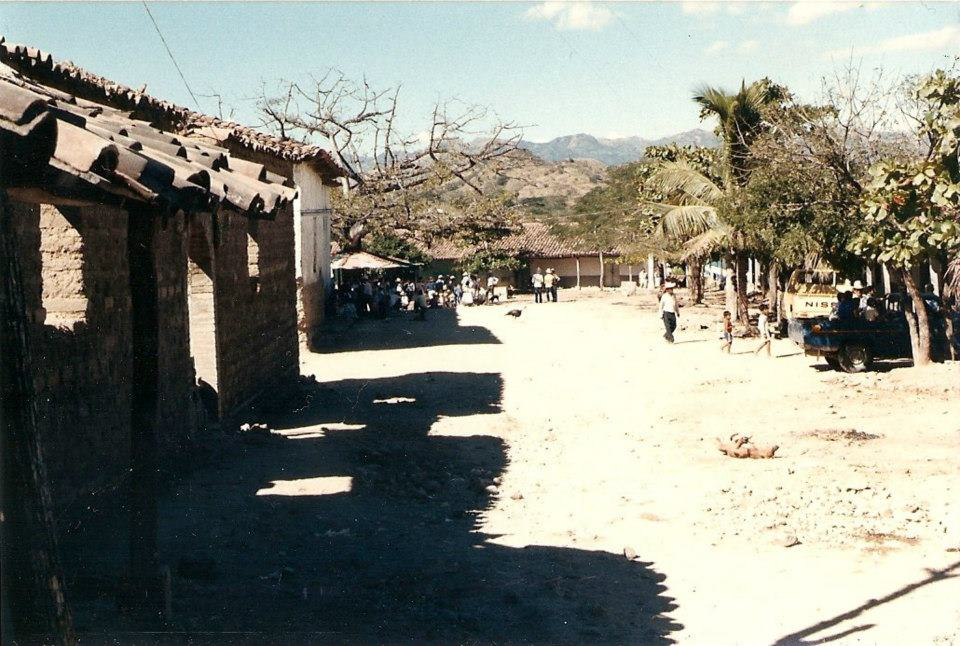
historia

En 1692 (30 de octubre), fue fundado.
En 1791, en el censo de población de 1791, formaba parte del Curato de Cerquin.
En 1817 (10 de marzo), cuenta con un título de tierras ejidales cedido por el Convento de Gracias a Dios. Suscrito en Madrid por Su Majestad Felipe IV rey de España.
En 1889, en la división territorial de 1889 era uno de los municipios del Distrito de Candelaria.

## Población
En esta cabecera lo que predomina son individuos mestizos, pero las características de los indígenas son más marcadas. 
Población: la población en el 2013 era de 4,261 habitantes, de acuerdo a proyecciones elaboradas por el INE, se espera tener 4,415 habitantes. para el 2020.

## Economía
En Mapulaca se subsiste primordialmente del comercio, en especial se aprovecha la cercanía que hay con el país El Salvador. La siembra de maíz y frijoles se da en menor escala, y es para suplir el consumo local, es igual para la ganadería y los productos derivados de la leche.
Cuenta con electricidad desde hace 18 años y con cobertura de comunicación móvil. El agua se obtiene de varios pozos perforados, pero no se satisface la demanda en su totalidad, pero están trabajando duramente para ayudar al pueblo. Tiene varias ferreterías, y varias tiendas de comercio. Hay también Cooperativas de Ahorro y Préstamo que incentivan la producción del municipio. En ciertas casas particulares se puede obtener combustibles fósiles. Hay un hotel que recién fue hecho.

## Turismo

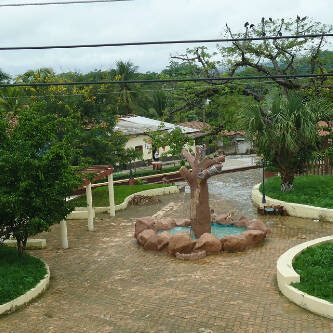
Parque de Mapulaca

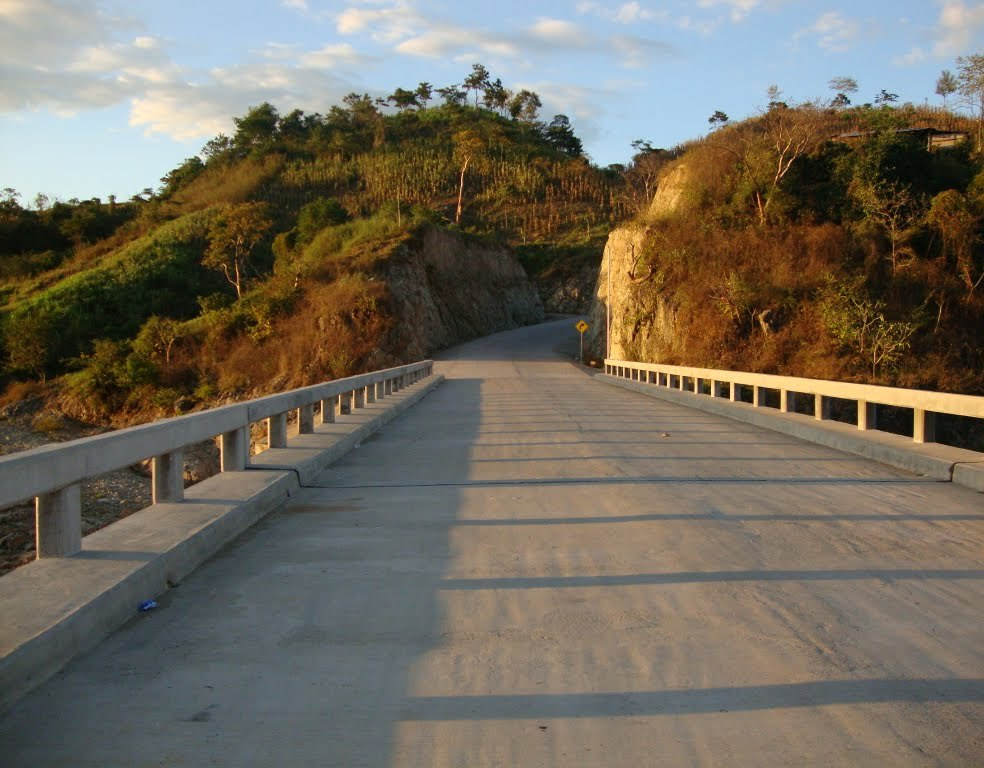
Puente la Integración

Su remodelado parque es una característica turista. Cuenta con los cercanos Río Mocal y Río Lempa lo cual son utilizados para bañar y pasar un buen rato en familia.
Pero es más aconsejable vía Santa Rosa de Copán - San Marcos (Ocotepeque) - Cololaca - Valladolid - La Virtud - Mapulaca. Pero si se viene de La Esperanza, Intibuca es más práctico pasar por Santa Cruz - San Andrés - Candelaria - Mapulaca, la carretera de concreto está mejor conservada por esta segunda vía. El recorrido puede tardar de 5 a 6 horas aproximadamente.
Hay un punto fronterizo muy conocido, llamado "El Puente", que comunica con el Municipio de Cabañas en la República de El Salvador. Y otro punto fronterizo cerca de la cabecera, aproximadamente a 3 km. El puente hamaca resulta una muy buena aventura, fue construido por un suizo conocido como Tony El Suizo quien ayudó en otros tantos después del Huracán Mitch en 1998. Se puede nadar en el Río Lempa, pero se debe tener muchísimo cuidado con las corrientes, no es aconsejable tratar de cruzarlo de lado a lado. Hay otros ríos que son afluentes del Río Lempa que también proporcionan lugares para refrescarse. Una variada gama de productos salvadoreños han influenciado esta cabecera. Hay un nuevo puente que divide El Salvador como a Honduras que es llamado "Puente Integración" la cual fue hecho recientemente.

### Feria patronal
Su Feria Patronal es el día de "San Juan de Dios" celebrándose el 8 de marzo.

## División Política
Aldeas: 5 (2013)
Caseríos: 29 (2013)
| Código | Aldea                 |
| ------ | --------------------- |
| 131401 | Mapulaca              |
| 131402 | El Sitio              |
| 131403 | Los Planes            |
| 131404 | El Llano de la Hamaca |
| 131405 | San Antonio           |